# Carlo Rinaldini (1824-1866)
Carlo Rinaldini (Ancona, 18 settembre 1824 – Ancona, 1º giugno 1866) è stato un patriota e storico italiano.
Insieme a Carisio Ciavarini è stato il promotore dell'istituzione del Museo archeologico nazionale delle Marche. Fu un patriota risorgimentale e combatté durante la Prima guerra d'indipendenza italiana sia in Veneto, sia difendendo la Repubblica Romana.
Non va confuso con l'omonimo del XVII secolo, il matematico anconitano Carlo Rinaldini (1615-1698).

## Biografia

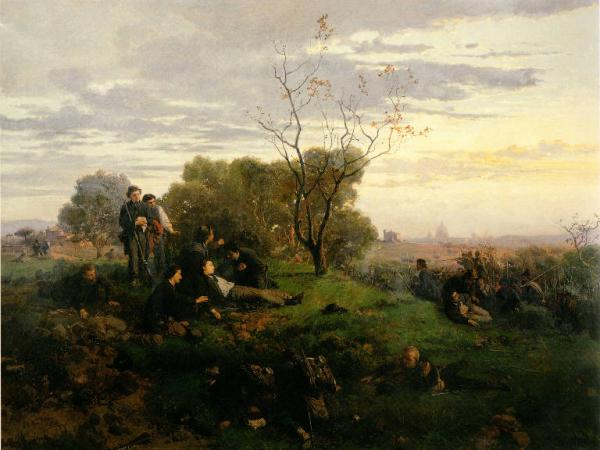
Dipinto che raffigura un episodio della difesa di Roma, a cui partecipò anche Carlo Rinaldini: La morte di Enrico Cairoli a Villa Glori, Gerolamo Induno

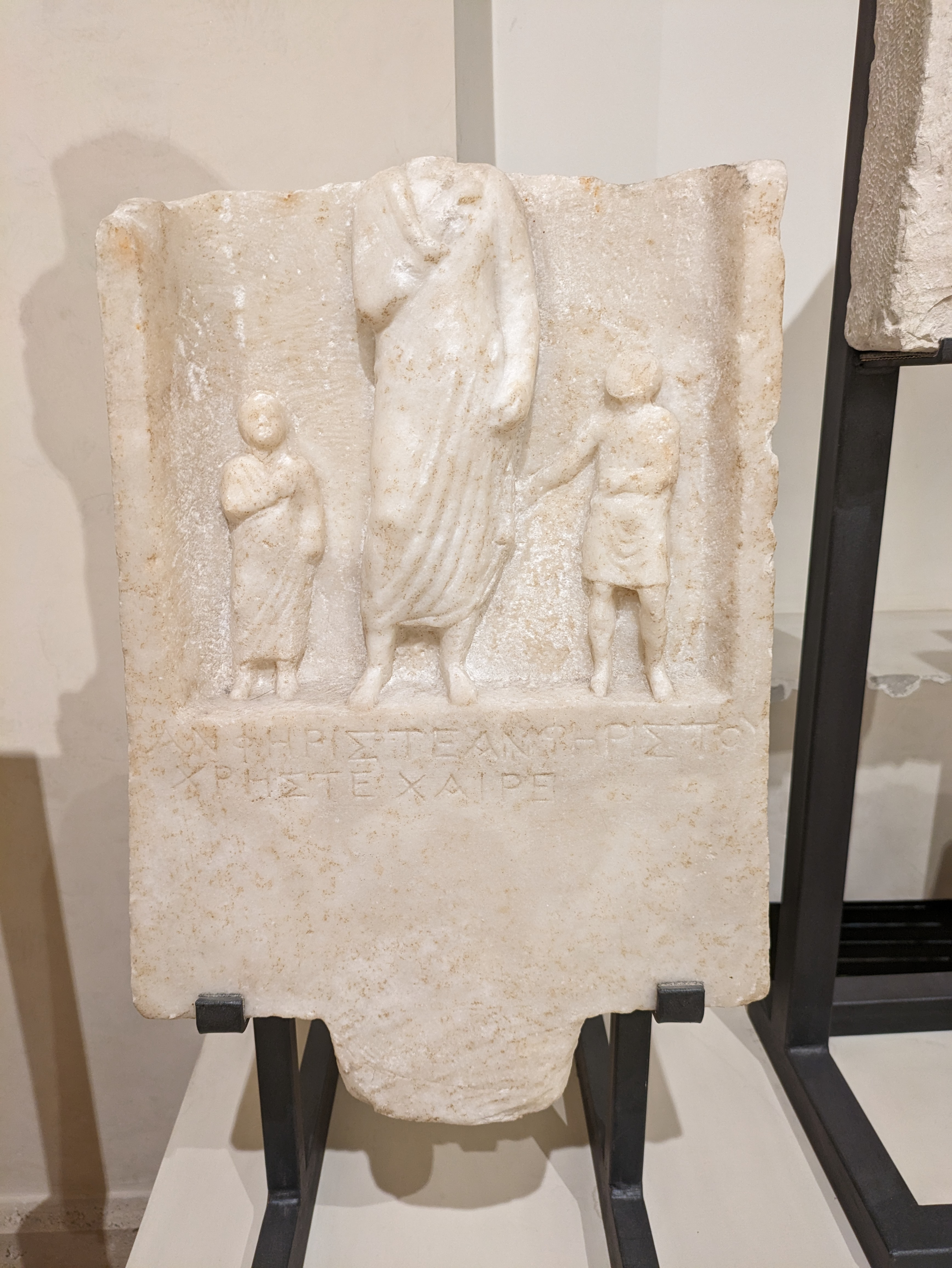
La stele di Anferisto, con epigrafe in greco, dalla necropoli ellenistica di Ancona (Museo archeologico nazionale delle Marche). Rinaldini ha descritto nel 1862 lo scavo che ha portato al rinvenimento del reperto.

### Formazione
Il conte Carlo Rinaldini, figlio di Guelfo e della contessa Teresa Gaudenti Baroni, nacque ad Ancona il 18 settembre 1824, quando la città faceva parte dello Stato pontificio; all'età di ventidue anni, nel 1846, si trasferì a Roma per studiare giurisprudenza.

### Partecipazione alla Prima guerra d'indipendenza
Durante il soggiorno romano, l'ondata rivoluzionaria nota come "Primavera dei popoli" sconvolse l'equilibrio di diversi stati europei, compresa l'Italia, dove il 23 marzo 1848 scoppiò la Prima guerra d'indipendenza. Rinaldini si arruolò nel Battaglione universitario romano, che presto si recò sul fronte di guerra in Veneto. Arrivato sul luogo, l'esercito fu però raggiunto da una notizia sconcertante: papa Pio IX aveva pronunciato l'allocuzione «Non semel», con cui aveva deciso di disimpegnarsi dalla guerra, subito seguito dal granduca di Toscana e dal re delle Due Sicilie. Nonostante ciò, le truppe romane e un piccolo contingente di quelle napoletane decisero di restare in Veneto a combattere.
Rinaldini prese parte alla battaglia di Cornuda, durante la quale fu ferito in modo non grave. Dopo Cornuda, il Battaglione universitario si sciolse e Rinaldini, insieme ai compagni d'arme marchigiani, passò al battaglione civico e combatté nelle battaglie di Vicenza; gli austriaci prevalsero e il Battaglione fu costretto a ritirarsi. Molti reduci, tra cui Carlo Rinaldini, si recarono allora a Roma.
Nel secondo anno di guerra, il 9 febbraio 1849, venne proclamata la Repubblica Romana e il papa Pio IX si rifugiò a Gaeta. Il 22 marzo il Battaglione universitario romano venne ricostituito, per difendere la città dalle truppe francesi che erano accorse per ripristinare il potere temporale del papa. Rinaldini vi si arruolò e vi ritrovò altri studenti anconitani: il pittore Francesco Podesti, Alessandro Orsi, Luigi Daretti, i fratelli Storani, Alessandro Alessandrini e i fratelli Francesco e Alessandro Archibugi; questi ultimi caddero durante uno scontro avvenuto nei pressi di ponte Milvio.

### Ritorno ad Ancona
Ripristinato il governo pontificio, la sua laurea in legge fu annullata, per punire la sua attività patriottica.
Tornato in Ancona, si dedicò intensamente a studi di storia, epigrafia e archeologia. Dopo la proclamazione del Regno d'Italia, nel 1861, in virtù dei suoi studi, fu nominato segretario dell'appena costituita Commissione per la conservazione degli oggetti d'arte e di antichità, che dovette subito affrontare due questioni urgenti. Anzitutto era necessario impedire la dispersione del patrimonio di opere d'arte appartenente ai molti enti religiosi che erano stati soppressi in quel periodo. Inoltre, la città era stata dotata di un piano di ampliamento, per adeguarla al nuovo ruolo di piazzaforte di prima classe e ne seguì una rapida espansione edilizia, durante la quale gli scavi per realizzare le fondazioni dei nuovi palazzi e delle nuove strade spesso permettevano di portare alla luce edifici, epigrafi e altri reperti dell'Ancona greca e romana, che rischiavano di andare distrutti o di finire nel mercato antiquario. Tutto ciò rendeva necessario l'intervento della commissione.
In questo contesto, l'opera di Rinaldini fu preziosa sia per la salvaguardia degli oggetti d'arte e dei reperti dell'antichità. Molti scavi archeologici furono accuratamente descritti dal Rinaldini, le cui relazioni sono oggi preziose per ricostruire i contesti in cui furono rinvenuti i reperti.
In qualità di segretario della Commissione per la conservazione degli oggetti d'arte, si interessò vivamente perché venisse istituito un museo archeologico della città: assieme a Carisio Ciavarini, era stato il promotore del regio decreto, emanato da Lorenzo Valerio nel 1860, che disponeva la fondazione di un museo archeologico per conservare ed esporre i reperti provenienti dagli scavi compiuti nelle Marche. Il museo fu poi effettivamente istituito nel 1863 e inaugurato nel 1868, ed è oggi denominato Museo archeologico nazionale delle Marche; Carlo Rinaldini ne incrementò le collezioni iniziali promuovendo donazioni private e donando i reperti epigrafici da lui stesso raccolti nel corso di vari anni di ricerche.
Morì nel 1866 tra il compianto generale dei suoi concittadini, a lui grati per le attività di patriota e di storico. L'anno successivo, al suo nome venne intitolato il liceo classico della città.

## Opere
La sua opera più nota è:
- Memorie archeologiche e storiche anconitane, raccolte e pubblicate a cura di Carisio Ciavarini nel 1867 per i tipi di G. Cherubini. Ciavarini raccolse i manoscritti di Rinaldini per onorare la memoria dell'illustre collega, scomparso l'anno precedente; Ciavarini fece precedere il testo da un cenno biografico da lui stesso composto. Dal testo è stata tratta una ristampa anastatica nel 1973, editore Forni, ISBN 9788827110423.

Carlo Rinaldini pubblicò inoltre:
- Intorno al libro “Gl’ingegneri militari della Marca d’Ancona che operarono e scrissero dall’anno 1550 all’anno 1650”: brevi osservazioni, Ancona 1865[14].

Come è noto, l'elezione di papa Pio IX, specie dopo il suo discorso del 10 febbraio 1848 in cui affermò a gran voce: “Benedite, gran Dio, l'Italia”, aveva suscitato nei patrioti risorgimentali italiani la viva speranza di ottenere dal pontefice un incoraggiamento e forse un aiuto alla causa dell'unità italiana. Anche Carlo Rinaldini condivise questi sentimenti e scrisse, al pari di altri, un inno in onore del pontefice, poi musicato da Giuseppe Bornaccini. L'illusione di poter contare su Pio IX nella guerra contro l'Austria andò in frantumi dopo che il pontefice pronunciò l'allocuzione Non semel.